# Хауэлл, Леонард (футболист)
Леонард Се́джуик Ха́уэлл (англ. Leonard Sedgwick Howell; 6 августа 1848, Лондон — 7 сентября 1895, Лозанна) — английский футболист, защитник; крикетист. Наиболее известен по выступлениям за клубы «Уондерерс» (в составе которого стал победителем Кубка Англии 1873) и «Олд Уайкхэмистс».

## Клубная карьера
Родился в лондонском районе Херн-Хилл в нескольких милях от Чаринг-Кросс в семье эсквайра Фредерика Хауэлла. В первой половине 1861 года Леонард и его брат Фредерик Броук Хауэлл (1846—1901), позже ставший священником, поступили в Винчестерский колледж. Оба жили в школьном доме на улице Кингсгейт. В студенческие годы Леонард представлял коллеж в разных видах спорта, включая футбол, крикет и легкую атлетику.
После окончания колледжа Хауэлл стал игроком «Уондерерс» и помог им «защитить» титул обладателей Кубка Англии, который они завоевали годом ранее. По правилам турнира «Уондерерс» как победитель предыдущего Кубка получил прямую путёвку в финал, где 29 марта 1973 года на стадионе «Лилли Бридж» встретился с командой «Оксфорд Юниверсити». На началом этапе игры «Уондерерс» совершал быстрые атаки, когда в защите надёжно играли Хауэлл и Чарльз Томпсон. По итогам встречи «Уондерерс» победил и во второй раз подряд стал победителем национального кубка. После травмы, полученной в сезоне 1873/74, Леонард был вынужден завершить карьеру.

## Карьера в сборной
8 марта 1873 года провёл единственный матч в составе сборной Англии против команды Шотландии, за три недели до финала Кубка. В составе английской команды сыграло несколько игроков «Уондерерс»: Чарльз Ченери, Уолпол Вайдал, Александер Бонсор, Уильям Кеньон-Слейни и Хьюберт Херон.
| № | Дата         | Стадион                   | Соперник  | Результат | Голы              | Турнир |
| - | ------------ | ------------------------- | --------- | --------- | ----------------- | ------ |
| 1 | 8 марта 1873 | «Кеннингтон Овал», Лондон | Шотландия | 4:2       | Товарищеский матч |        |

## Карьера в крикете
Леонард провёл девятнадцать матчей за крикетные клуб графства Суррей и клуб Марилебон. Выступал на позиции правого бэтсмана, сезон 1870 года стал для него индивидуально лучшим в карьере.

## После завершения карьера
После окончания колледжа стал солодовым фабрикантом. 7 сентября 1895 года скончался в Лозанне (Швейцария).

## Достижения
«Уондерерс»
- Обладатель Кубка Англии: 1873[1]